# 군외중학교
군외중학교(郡外中學校)는 대한민국 전라남도 완도군 군외면 원동리에 있는 공립 중학교이다.

## 학교 연혁
- 1967년 9월 8일 : 설립인가
- 1968년 3월 21일 : 개교(6학급)
- 1974년 3월 19일 : 학급 증설 인가(15학급)
- 2024년 9월 1일 : 제24대 박현삼 교장 부임
- 2025년 1월 9일 : 제55회 졸업(5명) 총 졸업생 6,357명

## 참고 자료
- 군외중학교 - 한국교육학술정보원 학교알리미